# Vítor Baptista
Pour les articles homonymes, voir Baptista.
Vítor Baptista, de son nom complet Vítor Manuel Ferreira Baptista, est un footballeur portugais né le 18 octobre 1948 à Setúbal et mort le 1er janvier 1999 à Setúbal. Il était attaquant.

## Biographie

### En club
Vítor Baptista joue un total de 16 matchs en Coupe d'Europe des clubs champions avec l'équipe du Benfica Lisbonne. Il atteint les demi-finales de cette compétition en 1972, en étant battu par l'Ajax Amsterdam. Le 22 octobre 1975, il inscrit un doublé face au club hongrois d'Ujpest FC, à l'occasion des huitièmes de finale.

### En équipe nationale
Vítor Baptista joue 11 matchs en équipe nationale entre 1971 et 1976.
Il reçoit sa première sélection en équipe du Portugal le 17 février 1971 contre la Belgique, et sa dernière le 17 novembre 1976 contre le Danemark.
Le 12 mai 1971, il inscrit un doublé face au Danemark lors des éliminatoires du championnat d'Europe 1972.

## Carrière
- 1967-1971 :  Vitória Setúbal
- 1971-1978 :  Benfica Lisbonne
- 1978-1979 :  Vitória Setúbal
- 1979-1980 :  Boavista FC
- 1980 :  Earthquakes de San José
- 1980-1981 :  Amora FC
- 1981-1982 :  CO Montijo
- 1982-1983 :  União de Tomar
- 1983-1984 :  Monte Caparica
- 1984-1986 :  Estrelas Faralhão[5]

## Palmarès
Avec le Vitória Setúbal :
- Vainqueur de la Coupe du Portugal en 1967

Avec le Benfica Lisbonne :
- Champion du Portugal en 1972, 1973, 1975, 1976 et 1977
- Vainqueur de la Coupe du Portugal en 1972